# Bendosari (Pujon)
Bendosari is een bestuurslaag in het regentschap Malang van de provincie Oost-Java, Indonesië. Bendosari telt 3846 inwoners (volkstelling 2010).